# Vulpia gypsophila
Vulpia gypsophila là một loài thực vật có hoa trong họ Hòa thảo. Loài này được (Hack.) Nyman miêu tả khoa học đầu tiên năm 1879.